# NGC 7776
NGC 7776 é uma galáxia espiral (Sa) localizada na direcção da constelação de Aquarius. Possui uma declinação de -13° 35' 11" e uma ascensão recta de 23 horas, 54 minutos e 16,5 segundos.
A galáxia NGC 7776 foi descoberta em 1886 por Ormond Stone.